# Епархија за Америку и Канаду
Епархија за Америку и Канаду или Америчко-канадска епархија је некадашња епархија Српске православне цркве од 1921. до 2009.
У периоду од 1921. до 1963. била је под јурисдикцијом Српске патријаршије, а затим подијељена на три нове епархије: Средњозападноамеричку, Западноамеричку и Источноамеричку и канадску. Дотадашњи епископ америчко-канадски Дионисије Миливојевић није прихватио подјелу и одвео је Епархију за Америку и Канаду у раскол који је трајао до 1991. када је Новограчаничка митрополија (тзв. Слободна српска православна црква) враћена под јурисдикцију Српске православне цркве.

## Историја

### Оснивање
Срби су се почели досељавати у Сјеверну Америку већ око 1850. године. Досељавали су се из крајева обухваћених Хабзбуршким царством и из Црне Горе, а већина исељеника потицала је са територија западно од ријеке Дрине. Према записима, прва српска православна црквено-школска општина у САД је основана 1893. у Џексону (Калифорнија), а сљедеће године саграђен је и први српски храм, захваљујући ангажовању архимандрита Севастијана (Дабовића). Послије петнаестак година на америчком тлу било је нешто више од двадесет црквено-школских општина са десет свештеника. Први манастир, посвећен Светом Сави, подигнут је 1917. у Либертивилу. У почетку су Срби на богослужења одлазили у бројне руске храмове јер су Руси тада имали своју црквену организацију са архијерејима. На Црквено-народном сабору (1913) донесена је одлука о иступању из организације Руске православне цркве и стављању под управу Српске митрополије у Краљевини Србији. Остварење је услиједило послије обнове Српске патријаршије (1920). Епархија америчко-канадска, са сједиштем у Чикагу, основана је 1921. Организацију је спровео епископ жички Николај Велимировић у својству администратора. Велику помоћ пружио му је Михајло Пупин.
Епископ Николај је о својим активностима упознао надлежне руске епископе. Био је администратор до 1923. када га је наслиједио патријарх српски Димитрије, који је за свог замјеника поставио архимандрита Мардарија Ускоковића. Епархија америчко-канадска је 1928. добила свој Устав, чији текст је измијењен 1939. (за вријеме епископа Дамаскина Грданичког). Први епископ Америчко-канадске епархије био је Мардарије Ускоковић (1926—1935). Послије администрирања патријарха српског Варнаве и епископа далматинског Иринеја Ђорђевића, за епархијског архијереја је 1940. изабран Дионисије Миливојевић.

### Раскол
Након подјеле Америчко-канадске епархије (1963) дошло је до суспендовања епископа америчко-канадског Дионисија Миливојевића који није прихватао одлуке Светог архијерејског сабора о стварању три нове епархије (Средњозападноамеричке, Западноамеричке и Источноамеричке и канадске). Наиме, епископ Дионисије је сазвао Десети Црквено-народни сабор који је одржан од 10. до 14. новембра 1963. године. На њему је одлучено да се не примају никакве одлуке, рјешења, наређења и упутства од стране Светог архијерејског сабора и Светог архијерејског синода из Београда док у Југославији влада комунистички режим. Одбачене су све одлуке о суспендовању епископа Дионисија и о подјели Америчко-канадске епархије на три нове. Донесена је одлука да се Епархија америчко-канадска прогласи за слободну и независну и за епископа је изабран архимандрит Иринеј Ковачевић. Затим, марта 1964. године Свети архијерејски сабор Српске православне цркве лишио је чина епископа Дионисија и вратио га у ред световњака под именом Драгољуб Миливојевић.

### Јединство
Раскол је трајао до 1991. када је дошло до помирења између Српске православне цркве и Слободне српске православне цркве (од тада познате као Новограчаничка митрополија). Призната је ваљаност архијерејске хиротоније епископа Епархије за Америку и Канаду и митрополита Слободне српске православне цркве Иринеја Ковачевића који је од тада постао митрополит новограчанички. Након његове смрти, 2. фебруара 1998, за новог сталног епископа за Америку и Канаду Митрополије новограчаничке је изабран Лонгин (Крчо), дотадашњи епископ далматински.
Сходно одлуци Светог архијерејског сабора Српске православне цркве од 21. маја 2009. извршена је арондација тадашњих епархија Српске православне цркве: Средњозападноамеричке, Источноамеричке, Западноамеричке и Канадске Српске православне цркве у САД и Канади, као и Епархије за Америку и Канаду Митрополије новограчаничке. Тада су конституисане сљедеће епархије: Митрополија либертивилско-чикашка, Епархија новограчаничко-средњозападноамеричка, Епархија источноамеричка, Епархија западноамеричка и Епархија канадска.
Овом саборском одлуком су укинуте дотад постојеће епархије: Митрополија средњозападноамеричка и Епархија за Америку и Канаду Митрополије новограчаничке. Дотадашњи епископ за Америку и Канаду Лонгин (Крчо) постао је епископ новограчаничко-средњозападноамерички.

## Епископи
Епископи Епархије за Америку и Канаду од 1921. до 2009. године:
| Портрет | Име и презиме              | Време службе              |
| ------- | -------------------------- | ------------------------- |
|         | Николај Велимировић        | 1921—1923 (администратор) |
|         | Патријарх српски Димитрије | 1923—1926 (администратор) |
|         | Мардарије Ускоковић        | 1926—1935                 |
|         | Иринеј Ђорђевић            | 1935—1938 (администратор) |
|         | Дамаскин Грданички         | 1938—1939                 |
|         | Дионисије Миливојевић      | 1939—1964                 |
|         | Иринеј Ковачевић           | 1964—1998                 |
|         | Лонгин Крчо                | 1999—2009                 |